# وزوان
وَزوان، شهری در بخش مرکزی شهرستان میمه و وزوان در استان اصفهان ایران است. این شهر، مرکز بخش مرکزی شهرستان میمه و وزوان است.
تلفظ نام وزوان در شکل قدیم‌ترش وجگون و وژگون بوده است. اهالی وزوان به زبان راجی که یکی از زبان‌ها در دسته زبان‌های ایران مرکزی است سخن می‌گویند.
در این شهر حدود ۲۰ سال پیش به کمک افراد خیر دانشگاه پیام نور مرکز وزوان تأسیس شد که سالانه بیش از ۱۰۰۰ دانشجو تربیت می‌کند. همچنین این شهر ۷ آموزشگاه دارد که قسمت اعظم آن‌ها توسط افراد خیر ساخته شده است. این شهر ۱ گرمابه بسیار قدیمی داشت که بازسازی شده است. این شهر دارای ۳ گلزار شهدا است. پارک لاله وزوان در حاشیه جاده اصلی تهران ـ اصفهان قرار گرفته و روزانه هزاران مسافر و راننده در این مکان اسکان موقت می‌یابند و استراحت می‌کنند.

## جغرافیا
شهر وَزوان در منتهی‌الیه شمالی استان اصفهان و در ۳۳ درجه و ۲۴ دقیقه عرض شمالی از خط استوا و ۵۱ درجه و ۱۱ دقیقه طول شرقی از نصف النهار گرینویچ قرار دارد. این شهر از شمال به شهر میمه و از شرق به کوه‌های کرکس از بلندی فلات مرکزی ایران محدود است و از جنوب به شاهین شهر و از غرب به شهرستان‌های گلپایگان و نجف آباد محدود می‌شود. فاصله شهر تا اصفهان ۸۵ کیلومتر و تا شاهین شهر ۷۰ کیلومتر و تا تهران ۳۱۴ کیلومتر می‌باشد
وَزوان در دشتی نیمه هموار در میانه دشت جلگه‌ای واقع شده و ارتفاع آن از سطح دریا حدوداً ۲۰۰۰متر می‌باشد. موقعیت جغرافیای شهر موجب شده که این شهر دارای تابستان‌های گرم و خشک و زمستان‌های سرد و خشک باشد.

## پیشینه
این شهر در چندین مرحله جابه‌جا شده است. از بزرگان شهر چنین شنیده می‌شود که در روزگاران قدیم بر اثر حوادث سیل و زلزله این شهر و آبادی کاملاً ویران شده است شهری که وجگون نامیده می‌شده است. از دیگر آثار این شهر قلعه‌ها و باروها است.
نقاط مسکونی قدیم این شهر که اکنون به دشت و محل کشاورزی تبدیل شده است، ده سفید، ده دانه، باغستان سرآبچر (مظهر قنات) گشکن نام دارد. از دیگر آثار این شهر قنات تاریخی و بسیار کهن وزوان است که یکی از ۳ قنات مهم در خاورمیانه به‌شمار می‌آید. در این قنات، دو رشته به طول ۲۰ کیلومتری با آب‌انباری بی‌نظیر به قدمت ۲۵۰۰ تا ۳۰۰۰ سال پیش‌بینی شده است. قنات دیگری که محلی و کوچک است به نام قنات نو معروف است که بعدها ساخته شده است. در حاشیه این شهر نیز چشمه‌هایی جاری بوده که خشک شده است. چشمه مرغ‌آباد و چشمه گُرمو در شعاع ۱۵ کیلومتری کاروانسرای شاه‌عباسی وجود دارد که از آثار دوره صفویه است.
در کتب تاریخی، شهر وَزوان به نام‌های راجان و واجان آمده است. وَزوان با پسوندِ وان به معنی چشمه و محل آب، مقسّم آب و محل تقسیم آب است. در کتاب فرهنگ دهخدا در مورد شهر وَزوان، وجه تسمیه شهر وَزوان به معنی وزیدنِ باد یاد شده است.
از بقایای آثار تاریخی در دوره‌های تاریخی هسته اولیه شهر وَزوان نشانگر آن است که این منطقه از قرن دوم و سوم هجری به بعد مسکونی و آباد بوده است. پس از پیدایش اسلام و از رونق افتادن آتشکده‌ها، مردم ساکن قلعه مستقر در تپه‌های شمال شهر فعلی (هسته اولیه شهر وَزوان) آنجا را رها کرده و در غرب قلعه باستانی، شهر نوین وَزوان را پایه‌گذاری نمودند. درتپه‌های شمال شهر وَزوان محل مسکونی بزرگی بوده است که به دلایل نامعلومی تخریب گردیده است.
از نظر هویت شهر، شهر از دیدگاه تاریخی یکی از شهرهای قدیمی استان بوده که بسیاری از جلوه‌ها و نمادهای باستانی از جمله آتشکده معروف وَزوان و بسیاری از سازه‌ها و دژهای قدیمی خود را بر اثر بی‌توجهی مسئولان از دست داده است.
از دیگر آثار کهن این شهر ساختمان‌های قدیمی و خشتی و گلی است. یک ساختمان قدیمی شامل چند اتاق؛ طاقدار، پستو، نانوایی، دستشویی، محل نگهداری گوسفندان، محل نگهداری مرغ، محل نگهداری سگ، محل نگهداری اسب و الاغ، محل پارچه‌بافی، محل نگهداری گندم و خشکبار و محل نگهداری آرد، محل نگهداری سیب‌زمینی، و محل نگهداری علوفه گوسفندان است.
این شهرستان دارای شخصیت‌های روحانی بوده که معروفترین آن‌ها آخوند عبدالکریم گزی مؤلف کتاب تذکره القبور، ملامحمدنقی گزی و ملا مهدی گزی و ملا محمد باقر معروف به ابوالفقراء صاحب کتاب کنزالفقراء و شعراء معروفی چون جنتی گزی و درویش عباس گزی با بیش از ۱۳ هزار بیت از اشعار گوناگون با زبان گزی و هنرمندان چون رزاقی گزی در شهر گز زندگی می‌کرده‌اند.

## اقتصاد
محصول کشاورزی وزوان بیشتر گندم و جو، سیب‌زمینی، علوفه، زرشک، انگور و زعفران است. در قدیم نیز پنبه‌کاری و چغندرکاری مرسوم بود که اکنون کشت نمی‌شود. صنعت وزوان صنایع قدیم و دستی، قالی‌بافی، پارچه‌بافی، ریسندگی، پشم‌ریسی، نخ‌ریسی، نمدمالی، گیوه‌دوزی، جاجیم‌بافی، آهنگری، ساخت چاقوی قالی‌بافی، چکش و تیشه، کارد و وسایل خانگی است. صنایع فعلی نیز تولید سنگ، تولید پودر آهک صنعتی که صادراتی است، روغن نباتی، و مواد پلاستیکی است. وزوان برای توسعه صنعت به همکاری و توجه مسئولان نیاز دارد.
کشاورزی شهر وَزوان در گذشته معروف بوده است. وجود قنوات متعدد در منطقه حاکی از سابقه طولانی و پرتحرک مردم در امر کشاورزی است. لیکن به واسطه خشک سالی‌های متوالی ونیز به واسطه عدم نگهداری و لایروبی بموقع، قنوات این شهر دچار کم‌آبی و رکود کشاورزی و از بین رفتن باغات و در نتیجه روی آوردن کشاورزان به شهرها و تغییر شغل آنها را سبب شده است. محصولات عمده کشاورزی آن که به‌طور مختصر تولید می‌شود شامل:غلات، گندم و جو، صیفی جات، زرشک، گل محمدی و… می‌باشد. از محصولات سر درختی می‌توان به پرورش درختانی نظیر، بادام، به و… اشاره نمود.
از صنایع این شهر می‌توان سنگ‌بُری، قلم زنی، معرق کاری و کشاورزی و دامداری را نام برد که بیشتر کارخانه‌های سنگ‌بُری در شهرک صنعتی وزوانِ میمه قرار دارند.

## آثار و بناهای تاریخی

### آسیاب‌های محدوده وَزوان
آسیابِ بان (آر بان): که در ابتدای زمین‌های کشاورزی وَزوان قرار داشت و آب قنات بزرگ وَزوان مشغول به کار بوده.
آسیابِ علی (آر علی): با فاصله حدود ۵۰۰ متر از آسیاب بالا قرار داشت و با آب قنات بزرگ وَزوان که س از عبور از آسیاب بالا به این آسیاب می‌رسید کار می‌کرده.
آسیابِ چاله‌مشته (آر چال‌مشته): واقع در نزدیکی ضلع شمالی استخر فعلی حاجی‌آباد که این آسیاب هم با آب قنات بزرگ وَزوان کار می‌کرده.
آسیاب کاسه (آر کاسه): واقع در خیابان حافظ که با آب قنات قاسم‌آباد دایر بوده و به دلیل گود بودن و کاسه مانند بودن آن آن را آسیاب کاسه می‌نامیدند.
آسیاب رئیس (آر رئیس): واقع در جنوب رودخانه شهر وَزوان که فقط در فصل زمستان با آب قنات بزرگ وَزوان دایر بوده و در فصول دیگر فعال نبوده ـدلیل فعال بودن استفاده از آب‌های هرز زمستانی بوده)
آسیاب دولت‌آباد (آر دولت‌آباد): واقع در محدوده قنات خسروآباد و متعلق به خسروآباد.
آسیاب قرقره (آر قرقره): متعلق به قنات ونداده که در محدوده پاقلعه یا تپه تاریخی واقع بوده

### قلعه‌های تاریخی شهر وَزوان
- قلعه دهنو: در انتهای خیابان امام خمینی واقع بوده که به محله دهنو معروف می‌باشد. در قدیم دارای ۸ برج بوده که ساکنان محله دهنو در این قلعه سکونت داشته‌اند و در مواقع اضطراری با بستن دروازه‌های آن از خود محافظت می‌کرده‌اند که در حال حاضر دو برج آن هنوز پابرجاست.
- قلعه بزرگ وَزوان: که مشتمل بر دیوارهای دورتادور شهر فعلی وَزوان (محله بالا) و قریب به ۹ برج و چندین دروازه بوده که در حال حاضر فقط سه برج آن پابرجاست (در بافت قدیمی شهر).
- قلعه اَعظمی‌ها: که در مرکز شهر واقع شده و مسکونی می‌باشد و تمامی برج و باروهای آن سالم و پابرجاست.

### قنات‌های شهر وَزوان
نکته قابل توجّهی که در مورد قنات بزرگ و تاریخی وَزوان قابل ذکر است و کارشناسان میراث فرهنگی و کارشناسان ژاپنی یونسکو نیز آن را تأیید نموده‌اند در نقطه‌ای از قنات که بالای بند قنات است دو شکاف زیر زمینی (در اصطلاح محلی کِر) یا تنور آبی وجود دارد و پس از بند کردن آب، این شکاف‌ها، آب چهل لیتر در ثانیه ذخیره شده در پشت سد به مدت ۱۲۰ روز (از دهم آذر تا دهم فروردین سال بعد) را به مخازن بزرگی که در زیر زمین وجود دارد هدایت می‌کند و پس از گشایش دریچه‌های تعبیه شده در سد به تدریج آب ذخیره شده به صورت خود جوش و با کمک نیروی ثقل زمین، به چرخهٔ مصرف بازمی‌گردد. گنجایش کانال‌های قنات از پشت سد به طول ۸۰۰ متر با عرض یک متر و ارتفاع چهار متر ۳۲۰۰ =۴ ×۸۰۰ متر مکعب آب است ولی آبی که در پشت سد ذخیره می‌شود بر اساس قطر آبدهی قنات طبق معادله ۴۱۴۷۲۰ متر مکعب آب است که بیش از گنجایش کانال‌های قنات می‌باشد و میزان ۴۱۱۵۲۰ متر مکعب مازاد گنجایش کانال‌ها در مخازن زیر زمینی توسط تنورهای آبی مذکور ذخیره می‌گردد و با بازگشایی دریچه‌های سد، به مرور به چرخه مصرف وارد می‌شود.
قنات بزرگ و تاریخی وَزوان در یک لایهٔ رسوبی – سنگی قرار دارد که در طی سالیان متمادی با پایین رفتن سطح آب منطقه در دو طبقه یکی لایهٔ رسوبی که از مظهر قنات دارای ۳۵ کیلومتر طول و ۴۰/۱۸ متر عمق بوده که عمق آن در مادر چاه فعلی مشهود است. طبقهٔ زیرین قنات که آب در آن جریان دارد از کف آب رو تا ارتفاع ۲ متر و ۱۰ سانتیمتر در لایهٔ سنگی کوهستانی حفر شده است. بنا به گفته اهالی، این سیستم در حدود ۳۰۰۰ سال پیش ساخته شده و این قنات تنها قنات در تمام منطقه اصفهان است که بدین طریق آب زیرزمینی را ذخیره می‌کند. دکتر عبد الکریم بهنیا استاد دانشگاه اهواز در کتاب قنات سازی و قنات داری صفحهٔ ۱۳۹ چنین آورده است: «نگارنده در آبان ماه ۶۳ در قنات قدیم وَزوان واقع در بخش میمه شهرستان اصفهان، سیستم بسیار جالبی را که برای مهار کردن آب در فاصله زمانی اول آذر لغایت ۲۵ الی ۳۰ فروردین سال بعد به کار می‌رود مشاهده کرده استدر چهلمین اجلاس میراث جهانی یونسکو که ژوئیه ۲۰۱۶ در استانبول برگزار شد، یازده قنات ایرانی به عنوان بیستمین اثر ایران بر اساس دو معیار از ۶ معیار فرهنگی کمیته میراث جهانی شامل گواهی بی‌همتا یا دست‌کم استثنایی بر یک سنت فرهنگی و نمونه‌ای برجسته در معماری یا تکنولوژی که مرحله مهمی از تاریخ بشر را نشان دهد، در فهرست میراث جهانی قرار گرفت. پرونده ۱۱ قنات ایرانی با داشتن تکنولوژی متفاوت و با قدمت بیش از ۲۵۰۰ تا ۲۰۰ سال به یونسکو جهت ثبت جهانی ارائه شد و پس از بررسی و تأیید کارشناسان یونسکو این پرونده ثبت و در فهرست آثار جهانی قرار گرفت. یازده قناتی که ثبت جهانی شده‌اند، هرکدام به لحاظ قدمت، نوع معماری، عمق، طول و مشخصاتی از این دست، منحصر به فرد و بی نظیر هستند. قنات وزوان نیز به عنوان یکی از این قنات‌های یازده‌گانه در فهرست میراث جهانی یونسکو به ثبت رسید.
- قنات بزرگ و تاریخی وَزوان: این اثر تاریخی در شهر وَزوان واقع در استان اصفهان می‌باشد که با ساختار کاریزهای دوطبقه و سد منحصر به فرد زیرزمینی ساخته شده از ساروج و به جای مانده از دوران ساسانیان است. قنات بزرگ و تاریخی وَزوان در تاریخ ۲۸ دی ۱۳۷۹ با شمارهٔ ثبت ۲۹۶۲ به‌عنوان یکی از آثار ملی ایران به ثبت رسیده است. همچنین این قنات یکی از قنات‌های ایرانی ثبت شده به‌عنوان میراث جهانی یونسکو است که در تاریخ ۲۵/۴/۱۳۹۵ در سازمان یونسکو ثبت جهانی شد. .[۳]
- قنات حاجی‌آباد: مظهر این قنات از شمال شهر وَزوان شروع و تا انتهای زمین‌های کشاورزی در دو رشته به طول تقریبی ۱۵۰۰ متر قرار دارد.[نیازمند منبع]

### دیگر آثار تاریخی

#### کاروانسرای عباسی رباط آغا کمال وَزوان
واقع در مراتع قسمت شرقی وَزوان (رباط آغاکمال) که یکی از کاروان سراهای باقی‌مانده از ۹۹۹ کاروانسرای بنا شده در عصر شاه عباس صفوی است.

#### برج میل
در جنوب وَزوان قرار داشته و به گفته قدما قلعه‌ای در این محل واقع بوده که برجی از آن بر جای مانده بوده و در حال حاضر دیواره‌هایی از این برج باقی‌مانده که گویای وجود این قلعه است.

#### قلعه حَنبل
در قسمت شمال شرقی وَزوان واقع بوده و محل فعلی آن به پا قلعه معروف است. این قلعه متعلق به حَنبل، حاکم وَزوان در زمان امام محمد باقر بوده و پیش از آن نیز آتشکده‌ای (آتشکده وَزوان) در محل این قلعه دایر بوده است.

#### قبرستان قدیمی وَزوان
در این قبرستان آثاری از قبور زرتشتیان باستان وجود دارد که سنگ قبرهایی از آنان به جای مانده ولی قسمتی از آن در طرح خیابان جنب آن قرار گرفته و قبور زیادی از آن تخریب و از بین رفت؛ ولی با این حال هم اینک نیز شواهدی از آن موجود است.

#### حمام تاریخی وَزوان (حمام میرزا اَبوتراب وَزوان)
حمام تاریخی وَزوان (حمام میرزا اَبوتراب وَزوان): که مشتمل بر دو حمام زنانه و مردانه بوده از نظر معماری و ساختمان و چه از نظر تفکیک زن و مرد یکی از آثار تاریخی و بی نظیر شهر وَزوان است.

## مراکز علمی

### دانشگاه پیام نور مرکز وَزوان

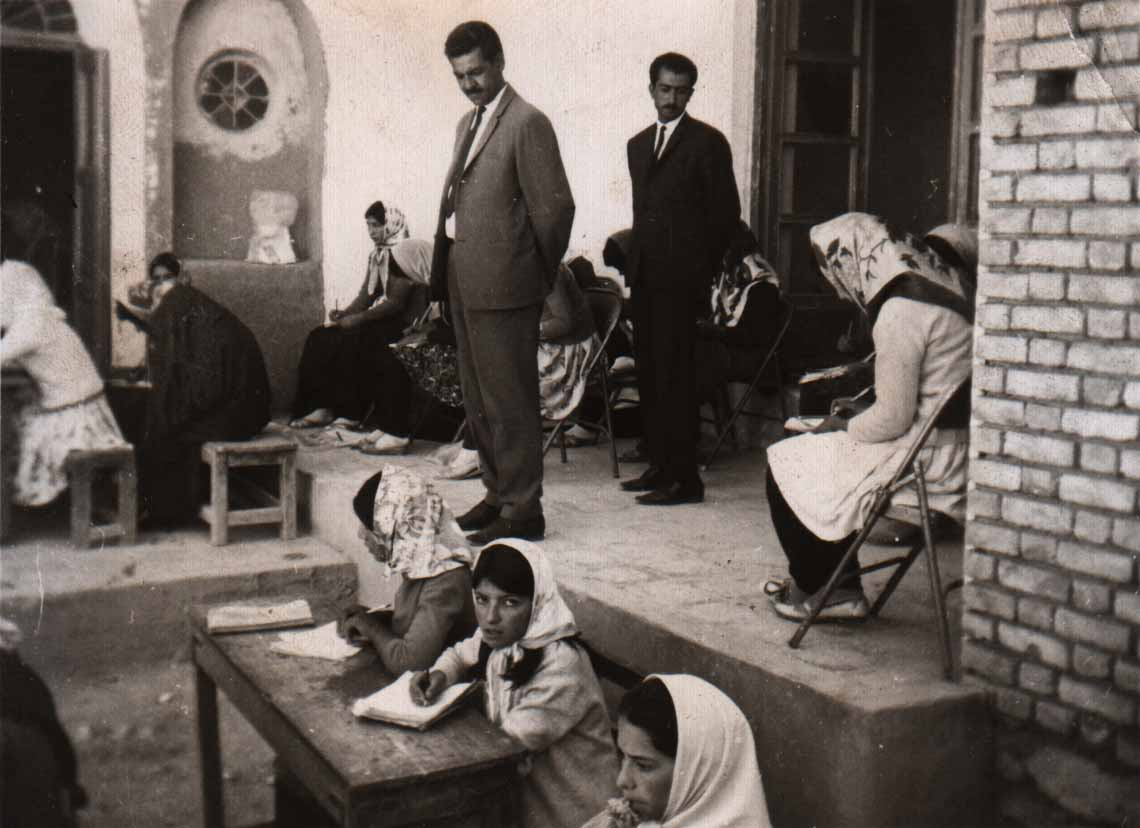
برگزاری امتحان در یک مدرسهٔ دخترانه در وزوان، ۱۳۴۵

یکی از مراکز نسبتاً قدیمی دانشگاه پیام نور است که مهرماه ۱۳۷۱ در رشتهٔ مدیریت دولتی و جغرافیا، که دانشجویان از طریق کنکور سراسری پذیرفته شده بودند، فعالیت آموزشی خود را آغاز کرده است. اکنون، پس از بیش از ۲۰ سال از عمر این دانشگاه، شاهد پیشرفت‌های قابل توجهی در حوزه‌های آموزشی، عمرانی، فرهنگی و پژوهشی هستیم. در حال حاضر، این دانشگاه جمعاً با ۲۱ رشتهٔ تحصیلی و ۳۰۰۰ نفر دانشجو فعالیت خود را ادامه می‌دهد.

### هنرستان شهید آیت‌الله غفاری وَزوان
در سال ۱۳۴۸ هجری شمسی این مکان تحت عنوان «مؤسسهٔ فنی و حرفه‌ای» کار خود را آغاز کرد. در سال ۱۳۵۸ با نام هنرستان فنی استاد دکتر نجات‌اللهی در قالب یک رشته (اتومکانیک) به فعالیت خود ادامه داد. با توجه به نیاز شدید جامعه به نیروهای فنی و جوان در آن زمان استقبال خوبی صورت گرفت و هنرجویان زیادی جذب این مرکز آموزشی شدند. با افزایش هنرجویان، تمهیداتی اندیشیده شد و امکانات و منابع آموزشی جدید فراهم گشت. در نتیجه، در سال ۱۳۶۵ رشتهٔ ساختمان نیز به هنرستان اضافه شد. از سال ۱۳۷۵ به بعد شاخهٔ کار و دانش (رشته‌های: تعمیر موتورهای بنزینی، برق خودرو، کامپیوتر، ساختمان‌سازی) نیز ضمیمهٔ مرکز فنی حرفه‌ای هنرستان شهید غفاری وَزوان شد. تاکنون این مرکز توانسته نیروهای ماهر و توانمند زیادی را وارد بازار کار کند.